# Fox & Cie
Pour les articles homonymes, voir Fox.
Fox & Cie est une chaîne belge de magasins de jeux de société et de jouets de qualité. Actuellement, il existe 25 magasins Fox & Cie, dont 8 sont franchisés.

## Histoire
Cette chaine existant depuis 2014 a été créée par Xavier Payen, Frédéric Henrotte et Olivier Fieuw,. Le nom Fox provient des initiales des créateurs de la chaîne : Frédéric, Olivier et Xavier.
Depuis 2021, l'enseigne wallonne possède quelques magasins en Flandre nommés Fox & Co. Le Fox & Cie situé à Ostende est le premier franchisé de Flandre mais est également le premier à être situé dans une ville côtière.
En mars 2023, la librairie La Parenthèse située à Liège a fait faillite. Elle sera reprise par la chaine de magasins de jouets, mais déménagera de la Rue des Carmes à la Rue du Pot d'Or.
Entre le 30 octobre et le 18 novembre 2023, la chaine s'est alliée avec Arc-en-Ciel ASBL et Nostalgie afin de récolter des jouets à redistribuer à des associations s'occupant d'enfants défavorisés.

## Prix Fox
Depuis 2021, l'enseigne récompense chaque année 5 jeux au travers de son Prix Fox,.